# Emirat de Tudela
L'emirat de Tudela o Taifa de Tutila fou un estat musulmà de breu existència (1046-1057) centrat en la ciutat de Tudela.
Sulaiman ibn Hud al-Mustain, l'emir de Larida, quan s'estava a Tudela i es va assabentar de l'assassinat d'Al-Múndhir II pel seu cosí Abd-Al·lah ibn Hàkam es dirigeix a Saraqusta i li arrabassa el poder a l'emirat de Saraqusta. Així va fundar la dinastia ibn Hud, i enviar el seu fill Muhammad al-Mondir ibn Sulayman com Cadí i governador de Tudela. A la mort d'al-Mustain el 1046 governarà la ciutat com regne taifa independent, però a la seva mort el territori l'any 1057 es reintegra a l'emirat de Saraqusta.